# Nicol Smith
Pour les articles homonymes, voir Smith.
Nicol Smith, aussi appelé Nick Smith, est un footballeur international écossais, né le 25 décembre 1873, à Darvel, East Ayrshire et décédé le 6 janvier 1905. Évoluant au poste d'arrière droit, il réalise la totalité de sa carrière aux Rangers. Il fait partie du Rangers FC Hall of Fame.
Il compte 12 sélections en équipe d'Écosse.

## Biographie

### Carrière en club
Natif de Darvel, East Ayrshire, il joue dans les clubs juniors et amateurs de Vale of Irvine, Royal Albert F.C. et Darvel F.C. (en) avant de signer pour les Rangers en 1893 où il passera la totalité de sa carrière professionnelle.
Dès la saison 1893-94, il est un membre essentiel de l'équipe, ne manquant qu'un seul des 18 matches de championnat. Il prend aussi part à la première victoire des Rangers en Coupe d'Écosse en 1894, jouant les 6 matches de la compétition, dont la finale remportée 3-1 contre les rivaux du Celtic.
Il forme alors un duo de défense très réputé avec Jock Drummond. Il est crédité d'un jeu rugueux, dur sur l'homme et possédait une grande qualité de tacle.
Il joue 290 matches officiels et 5 buts inscrits en tout pour les Rangers, dont 168 matches en championnat pour 3 buts inscrits.
Il décède le 6 janvier 1905  d'une fièvre typhoïde dont sa femme meurt également à la même date, laissant derrière eux 4 enfants orphelins. William Wilton (en), l'entraîneur des Rangers collecte un peu plus de 384 £ pour aider les enfants du couple. L'un de ses fils, James, devint lui aussi joueur des Rangers.

### Carrière internationale
Nicol Smith est sélectionné à 12 reprises en faveur de l'équipe d'Écosse. Il joue son premier match le 3 avril 1897, pour une victoire 2-1, au Crystal Palace de Londres, contre l'Angleterre en British Home Championship. Il reçoit sa dernière sélection le 3 mai 1902, pour un match nul 2-2, au Villa Park de Birmingham, contre l'Angleterre en British Home Championship. Il n'inscrit aucun but lors de ses 12 sélections.
Il participe avec l'Écosse aux British Home Championships de 1897 à 1902.

## Palmarès
- Rangers :
  - Champion d'Écosse en 1898-99, 1899-1900, 1900-01 et 1901-02
  - Vainqueur de la Coupe d'Écosse en 1894, 1897 et 1898
  - Vainqueur de la Glasgow Cup en 1894, 1900, 1901 et 1902
  - Vainqueur de la Glasgow Merchants Charity Cup en 1897, 1900 et 1904
  - Vainqueur de la Glasgow Football League en 1896 et 1898